# Vagabond Luck
Vagabond Luck è un film muto del 1919 diretto da Scott R. Dunlap. La sceneggiatura, firmata dallo stesso regista insieme a Joseph Anthony Roach, si basa su una storia di Charles Tenney Jackson.

## Produzione
Il film fu prodotto dalla Fox Film Corporation.

## Distribuzione
Il copyright del film, richiesto da William Fox, fu registrato il 16 novembre 1919 con il numero LP14447. Lo stesso giorno, distribuito dalla Fox Film Corporation, il film uscì nelle sale statunitensi.
Non si conoscono copie ancora esistenti della pellicola che viene considerata presumibilmente perduta.